# Eugen Nielsen
Georg Eugen Nielsen (10 de septiembre de 1884 - 10 de julio de 1963) fue un arquitecto, editor y activista noruego. 

## Datos biográficos
Era arquitecto de profesión, pero era rico y tuvo tiempo de interesarse por la escritura y la publicación. Publicó el periódico quincenal Fronten desde 1932. Fronten era un órgano para el efímero Partido Nacional Socialista de los Trabajadores de Noruega, y Nielsen se mostró escéptico con respecto a Nasjonal Samling. Su principal interés era exponer lo que percibía como los males de la masonería.
Durante la ocupación de Noruega por la Alemania, el pueblo Nasjonal Samling asumió el cargo político. Nielsen nunca se unió al partido, pero respaldaba parte de él, específicamente fracciones pangermanistas. Estaba dispuesto a administrar las propiedades de la Orden de los francmasones noruegos después de que se cerró, y trabajó como consultor anti-masonería para el Sicherheitsdienst. Intentó estigmatizar a las personas en el liderazgo de Nasjonal Samling con acusaciones de vínculos a la masonería.
Durante la purga legal en Noruega después de la Segunda Guerra Mundial, logró retrasar su caso hasta 1950, después de haber sido arrestado por primera vez entre el 13 de mayo de 1945 y 1946. Murió en 1963 y dejó una considerable colección de armas. Partes de la colección se vendieron en 1993 en Christie's. El dinero fue canalizado a una fundación Arkitekt Eugen Nielsens Stiftelse, que entre otros apoyó a Arnfinn Moland con 50,000 kr para escribir el libro fuertemente crítico nacionalsocialista Over grensen? Hjemmefrontens likvidasjoner under okkupasjonen av Norge 1940-1945.